# Арран (цар)
Арран, Аран, Архан (*'д/н —I ст. н. е.) — цар Кавказької Албанії.

## Життєпис
Походив з роду Хайкіодв. Ймовірно належав до якоїсб побічний гілок династії. Напочатку I ст. н. е. після царя Зобера стає новим правителем Кавказької Албанії.
Уклав союз з Парфією, можливо закріплений шлюбом між Хайкідамі та Аршакідами. У 35 році виступив в союзі з Фарсман I, царем Іберії, проти парфян, що намагалися встановити зверхність над Великою Вірменією. В результаті війська Фарасмана і Аррана завдали поразки парфіянському шахзаде Ороду.
За його правління християнський місіонер Єлісей у місті Чура 43 року створив першу християнську громаду. Разом з тим за часів Аррана царство набуло внутрішнього зміцнення. З цього часу на честь Аррану Кавказьку Албанію в Парфії стали називати країною Аррана або просто Арраном (в подальшою зберіглорсядо глибокого Середньовіччя).
Значну частину правління провів у боротьбі з гірськими племенами сучасного дагестану, а таком з Великою Вірменією[джерело?]. Помер напочатку 50-х років. Йому спадкував син Вачаган.